# How to Dismantle an Atomic Bomb
How to Dismantle an Atomic Bomb ("com desmantellar una bomba atòmica") és l'onzè disc d'estudi de la banda irlandesa U2.
Es tracta d'un disc que ha aconseguit bones crítiques tant del públic com de la crítica especialitzada. Ha aconseguit un doble disc de platí a Espanya i ha venut més de 3 milions de discs als Estats Units.
Va ser gravat entre els mesos de novembre de 2003 i agost de 2004 i va ser llençat al mercat el 22 de novembre de 2004. Bono, el líder del grup s'ha referit al disc anomenant-lo el nostre primer disc de rock després de 20 anys.
Com a curiositat cal destacar que el videoclip del primer tema, Vertigo (que va esdevenir single), va ser rodat a la Punta del Fangar al municipi català de Deltebre. Es va escollir aquest indret en tractar-se d'un lloc amb aspecte desèrtic.

## Temes inclosos
1. Vertigo
2. Miracle Drug
3. Sometimes you can't make it on your on
4. Love and peace or else
5. City of blinding lights
6. All because of you
7. A man and a woman
8. Crumbs from your table
9. One step closer
10. Original of the species
11. Yahweh

## Guardons
Premis
- 2006: Grammy a l'àlbum de l'any
- 2006: Grammy al millor àlbum de rock